# Afrodisia (Laconia)
Afrodisia (in greco antico: Αφροδισιάς, Αφροδισιάδα?) era una città dell'antica Grecia ubicata in Laconia.

## Storia
Pausania raccoglie la tradizione secondo la quale era stata fondata quando Enea, diretto verso l'Italia, venne trascinato dai venti nel golfo di Laconia. Era una delle tre città, insieme a Side e Etide, unite nel sinecismo di un Eraclide chiamato Beo, considerato il fondatore eponimo di Bea.
Viene citata da Tucidide durante la guerra del Peloponneso. Nelle sue vicinanze resistette un esercito spartano durante la spedizione ateniese contro Citera e la costa della Laconia nell'anno 424 a.C.
Non è nota l'esatta ubicazione.